# Eglinton (Toronto Subway)

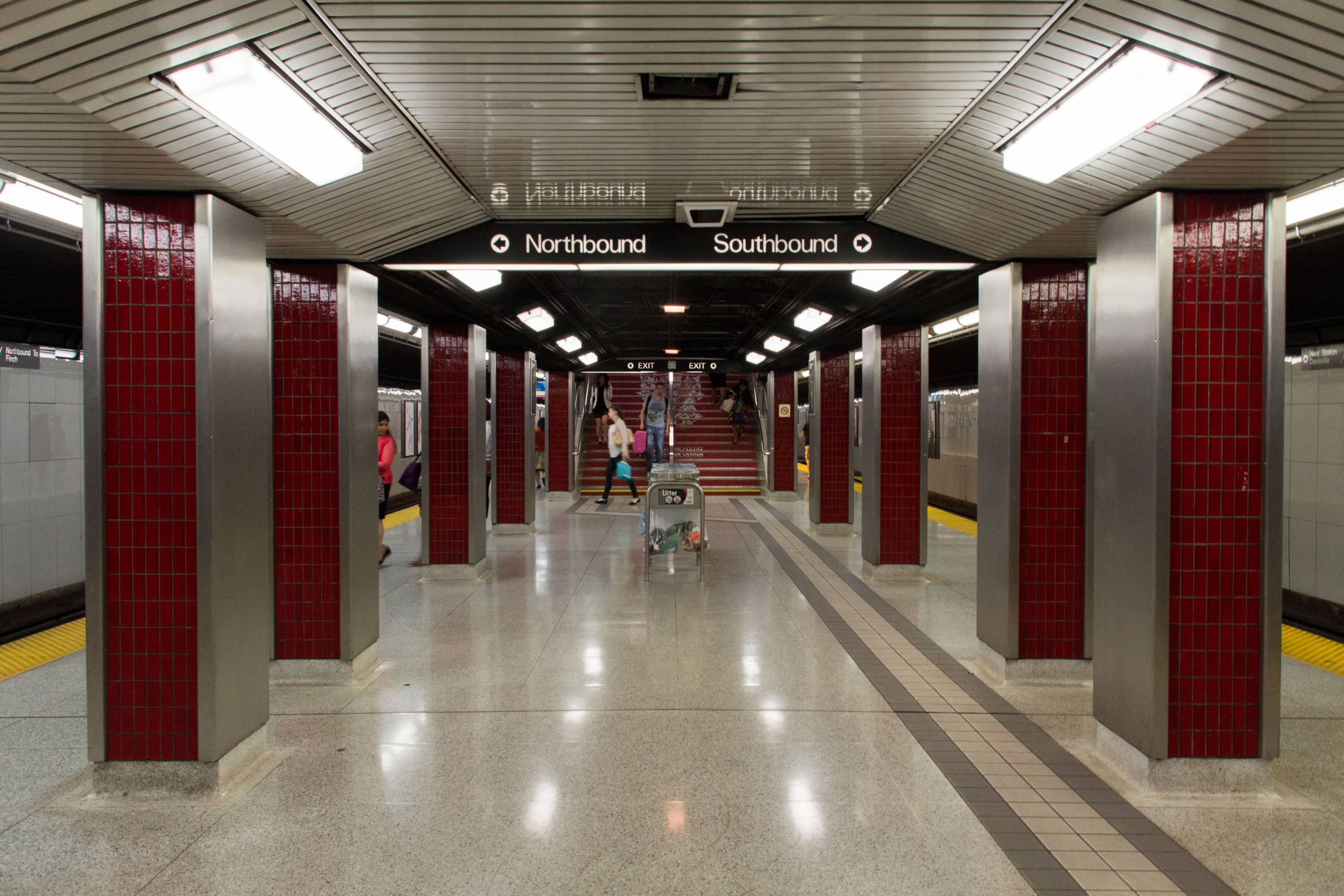
Blick auf die Bahnsteige

Eglinton ist eine unterirdische U-Bahn-Station in Toronto. Sie liegt an der Yonge-University-Linie der Toronto Subway, an der Kreuzung von Yonge Street und Eglinton Avenue. Die Station, die sich gegenüber dem Wohnkomplex Minto Midtown befindet, besitzt einen Mittelbahnsteig und wird täglich von durchschnittlich 68.520 Fahrgästen genutzt (2018).

## Station

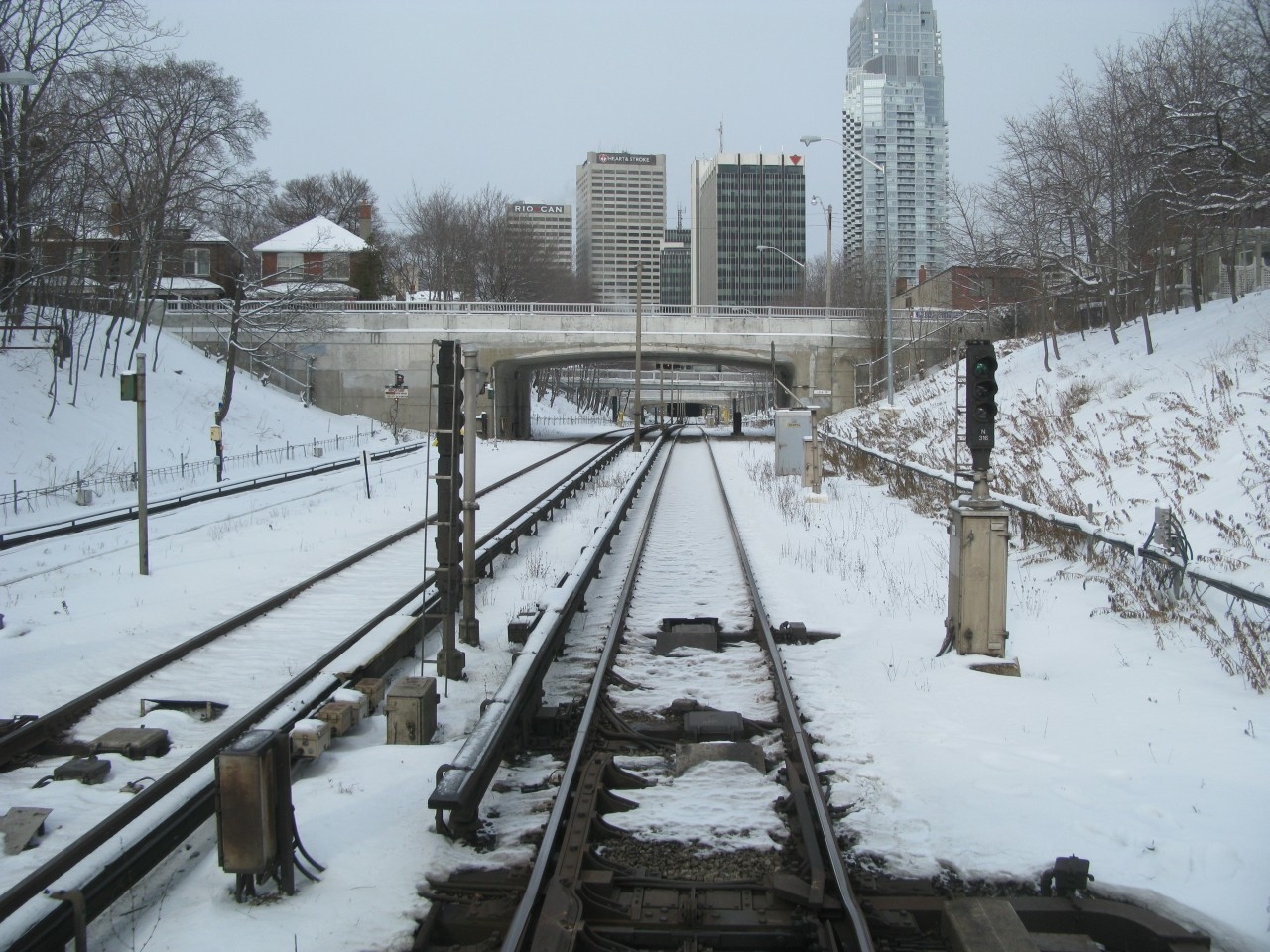
Streckenabschnitt südlich des Tunnelportals

Es bestehen Umsteigemöglichkeiten zu acht Buslinien der Toronto Transit Commission, was für eine überdurchschnittlich hohe Frequentierung sorgt. Außerdem verfügt das Stationsgebäude über mehrere Läden. In der Nähe befinden sich die Studios von TVOntario, der Canada Square Complex und der Eglinton Park.
Die derzeitige Station erstreckt sich über drei Ebenen, wobei die Eingänge auf der Straßenebene in der Umgebung der Yonge Street und der Eglinton Avenue verstreut sind. Die Haupthalle, die Fahrkartenschalter und das Busterminal sowie einige Geschäfte befinden sich auf der zweiten Ebene, der Bahnsteig der Linie 1 ist auf der unteren Ebene zu finden. Eglinton ist die einzige der ersten U-Bahn-Stationen von 1954, wo die ursprünglichen Glasmarmor-Wandfliesen erhalten geblieben sind. Die anderen Stationen besaßen ähnliche Wandkacheln mit unterschiedlichen Farbschemata, doch dort mussten sie wegen Baufälligkeit ersetzt werden. Die Gleise der Yonge-University-Linie nähern sich von Süden her in einem offenen Einschnitt, bevor sie am Berwick-Portal unmittelbar vor der Station unterirdisch verlaufen. Hier trennen sich die Gleise in einem engen Winkel, um zu beiden Seiten des Bahnsteigs zu gelangen. An dieser Stelle befindet sich eine Weiche, die noch aus der Zeit stammt, als Eglinton die Endstation der Linie war, um Züge umzukehren. Nördlich der Station schwenkt die Strecke nach Osten, um direkt unter der Yonge Street in einem gebohrten Tunnel zu verlaufen.
Die im Bau befindliche Station der Eglinton-Linie wird die Yonge-University-Linie kreuzen, sodass der Komplex künftig fünf Ebenen umfassen wird. Auf die oberirdische Ebene mit einem Eingang an der südwestlichen Ecke der Straßenkreuzung folgt die Verteilerebene der bestehenden Station. Darunter entsteht zwei weitere Verteilerebenen westlich und östlich des bestehenden Tunnels. Zuunterst wird sich die Station der künftigen Eglinton-Linie befinden.
Der Busterminal befindet sich an der Südseite der Station. Dessen Bussteige und Wendeschleifen sind größtenteils innerhalb des Gebäudes einer ehemaligen Busgarage zu finden. An der nordöstlichen Ecke des Busterminals befindet sich ein Stationseingang mit Warteraum. Von dort aus können die Fahrgäste zum Bahnsteig der Yonge-University-Linie hinuntersteigen, und vom Warteraum aus können sie einen Durchgang entlanggehen, der den Busterminal mit der Haupthalle über den Bahnsteigen der Yonge-University-Linie verbindet. Die Bussteige auf der Südseite des Terminals dienen den Linien in Richtung Osten, jene auf der Nordseite den Linien in Richtung Westen. Busse können entweder von der Berwick Avenue oder der Duplex Avenue in den Terminal einfahren.

## Kunst
Im Rahmen der Bauarbeiten an der Eglinton-Linie wird in der Station Eglinton ein Kunstwerk mit dem Titel Light from Within der Künstler Rodney LaTourelle und Louise Witthoeft installiert. Es befindet sich über den Rolltreppen zum Bahnsteig der Eglinton-Linie. Die 13 Tonnen schwere Platte wird aus verspiegelten Glasfliesen bestehen und ist von Mineralien, Kristallen und Edelsteinen inspiriert und soll gemäß den Künstlern an die „unterirdische Natur des Nahverkehrs“ erinnern.

## Geschichte

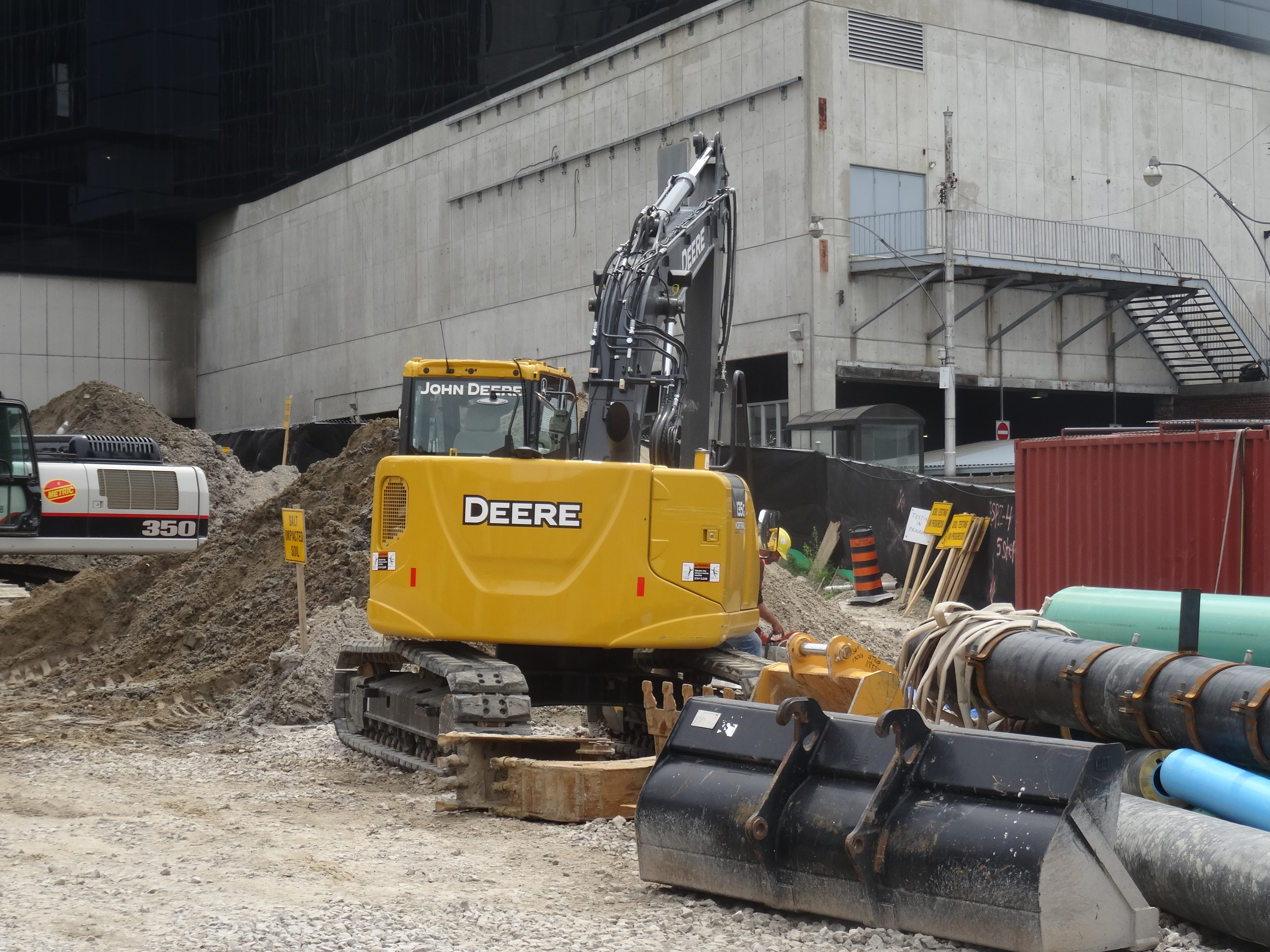
Bauarbeiten an der Eglinton-Linie (Juli 2017)

Die Eröffnung der Station erfolgte am 30. März 1954 zusammen mit dem Abschnitt Union – Eglinton, der ältesten U-Bahn auf kanadischem Boden. Fast zwei Jahrzehnte lang war Eglinton die nördliche Endstation, bis zur Eröffnung des Abschnitts nach York Mills am 31. März 1973. Bis zu Beginn der 1980er Jahre wendete hier jeder zweite Zug, da die städtebauliche Entwicklung weiter nördlich noch nicht weit fortgeschritten war. Die wendenden Züge befuhren zu diesem Zweck ein Stumpfgleis.
Mittelfristig wird die Station Eglinton eine zweite Ebene erhalten. Entlang der Eglinton Avenue entsteht seit Juni 2013 eine Stadtbahnstrecke, die Eglinton-Linie. Sie soll zunächst 19 km lang sein und zur Station Kennedy im Stadtteil Scarborough führen. Im zentralen Abschnitt mit den Subway-Stationen Eglinton und Eglinton West ist auf einer Länge von 10 km eine unterirdische Streckenführung vorgesehen. Um Platz für die erweiterte Subway-Station zu schaffen, wurde der 1954 errichtete und seit 2004 aus Sicherheitsgründen nicht mehr genutzte Busbahnhof im Herbst 2016 abgerissen. Es ist geplant, die Eglinton-Linie zu Beginn des Jahres 2023 in Betrieb zu nehmen.